# Harvard Bioscience
Die Harvard Bioscience, Inc. ist ein US-amerikanisches Unternehmen, das Produkte im Bereich der Medizintechnik und Geräte für die Biowissenschaften entwickelt, produziert und vertreibt.
Der Hauptsitz des Unternehmens ist in Holliston, Massachusetts, USA. Es hat weltweit 12 Tochterunternehmen, unter anderem: Biochrom, BioDrop, BTX, CMA, Data Sciences International (DSI), Harvard Apparatus, HEKA, Hugo Sachs Elektronik, Multi Channel Systems (MCS), Panlab und Warner Instruments.

## Zielgruppen und Marktsegmente
Die Zielgruppen von Harvard Bioscience sind Forschungs- und Entwicklungsabteilungen von Pharma- und Biotechnologie-Unternehmen, Universitäten sowie Labore von Organisationen und Behörden.
Die breite Produktpalette lässt sich in fünf Problemlösungsbereiche gliedern:
- Labor Flüssigkeitstechnik: Infusionspumpen, Peristaltikpumpen, Pumpenmodule, Zubehör.
- Labor Geräte und Zubehör: Elektrophorese-Geräte, Ein- und Mehrkanalpipetten, Pipettenspitzen und allgemeiner Laborbedarf (Verbrauchsmaterial).
- Molekularanalyse: Spektrophotometer, Aminosäurenanalysatoren und Mikroplattenleser.
- Zellphysiologie: Geräte für die Elektrophysiologie, Elektroporation, Elektrofusion und Zellenanalyse.
- Tierphysiologie: Apparate für die Veterinärmedizin, Organdurchblutung, Mikrodialyse, Verhaltensstudien und regenerative Medizin.

## Geschichte
Harvard Bioscience wurde 1901 von William T. Porter gegründet. Aufgrund eigener negativer Erfahrungen, war sein Ziel medizintechnische Apparate und wissenschaftliche Instrumente in hoher Qualität herzustellen. Die Produktion war anfangs im Untergeschoss der Harvard Medical School untergebracht. Porter gründete später das American Journal of Physiology und wurde ein bedeutender Physiologe seiner Zeit.
Die Geräte wurden weltweit unter dem Namen Harvard Apparatus bekannt, was auch der ursprüngliche Firmenname war. Das Unternehmen wurde im Jahr 2000 in Harvard Bioscience umbenannt. Die Marke Harvard Apparatus wurde in ein hundertprozentiges Tochterunternehmen gleichen Namens ausgelagert. Für die Nutzung des Markennamens Harvard gibt es mit der Harvard University eine Lizenzvereinbarung.
Das Unternehmen wuchs durch Übernahmen anderer Hersteller von Forschungsgeräten wie z. B. Multi Channel Systems (2014) und HEKA (2015).